# クロステラス盛岡
クロステラス盛岡（クロステラスもりおか）は、岩手県盛岡市大通の商業施設。

## 概要
2009年10月開業。運営元は三田農林（盛岡市の系列会社、三田商店の子会社）。同社が管理していた駐車場のあった土地を転用した。
5階建てで、1〜2階がショップフロア、3階～5階は立体駐車場。盛岡市随一の商店街である大通の盛岡駅側入り口に建てられ、2006年に開業したMOSSビル（旧ダイエー盛岡店）とともに、中心市街地の新興集客施設として期待されている。
1階の中央部分は、オーナーである三田農林の意向もあり、産直売り場「賢治の大地館」が事実上のキーテナントとなっており、農産物や、岩手産の食品等が販売されている。
2階にはアパレルショップと100円ショップセリア、道路側には飲食店が入居している。

## 所在地
〒020-0022 盛岡市大通3丁目4-1

## 主なテナント
- マツモトキヨシ
- セリア
- ファミリーマート
- スパゲッティレストラン TREnTA
- エステティックTBC
- TOSANDO music